# Eleanoora Rosenholm
Eleanoora Rosenholm е експериментална поп група, базирана в Пори, Финландия и е създадена от Мико Реттьо, Паси Салми и вокалистката Ноора Томмила. Въпреки че в началото започват като трио формацията бързо нараства до октет, чиято движеща сила е текстописецът Реттьо. Групата е известна с мрачното си поп звучене и текстовете посветени на смъртта, отчаянието и самотата.
Декември 2007 излиза дебютният албум на групата „Vainajan muotokuva“ (Портрет на починалия), от който е издаден пилотният сингъл „Maailmanloppu“ (Края на света). Критиците описват албума като интересна комбинация между арт рок, електроника и поп с мрачен привкус. Само година по-късно е издаден и вторият студиен албум „Älä kysy kuolleilta, he sanoivat“ (Не казвай умрял, казаха те). От него са издадени синглите „Tammen varjossa“ (Дъб на сянка) и „Ambulanssikuskitar“. Август 2009 песента „Ambulanssikuskitar“ е избрана за най-добър видеоклип на Фестивала за музикални видеоклипове в Оулу.

## Дискография
| Албум |
| --- |
| Vainajan muotokuva - Тип: студиен - Издаден на: 12 декември 2007 - Сингли: Maailmanloppu                                      |
| Älä kysy kuolleilta, he sanoivat - тип: студиен - издаден на: 10 септември 2009 - Сингли: Tammen varjossa, Ambulanssikuskitar |